# Suta punctata
Espèce
Synonymes
- Denisonia punctata Boulenger, 1896

Suta punctata est une espèce de serpents de la famille des Elapidae.

## Répartition
Cette espèce est endémique d'Australie. Elle se rencontre dans le nord de l'Australie-Occidentale, dans le Territoire du Nord et dans l'ouest du Queensland.

## Publication originale
- Boulenger, 1896 : Catalogue of the snakes in the British Museum. London, Taylor & Francis, vol. 3, p. 1-727 (texte intégral).